# Ted King
Theodore William King, conosciuto anche col nome di T. W. King (Hollywood, 1º ottobre 1965), è un attore statunitense.

## Biografia
Fu conosciuto inizialmente per il suo ruolo di Danny Roberts nella soap opera Quando si ama nel 1995 (più tardi reintitolata The City) finché lo show non fu interrotto nel marzo 1997. Nello stesso anno recitò nella serie Timecop. Dal 1998 al 1999 apparve in Streghe col ruolo dell'ispettore Andy Trudeau. Dal 2021 interpreta Jack Finnegan nella soap opera Beautiful.

## Filmografia

### Cinema
- X-Files - Il film (The X-Files), regia di Rob Bowman (1998)
- Blade, regia di Stephen Norrington (1998)
- Impostor, regia di Gary Fleder (2001)
- Hoodlum & Son, regia di Ashley Way (2003)
- Oppenheimer, regia di Christopher Nolan (2023)

### Televisione
- The Midnight Hour, regia di Jack Bender - film TV (1985)
- Vietnam addio (Tour of Duty) - serie TV, episodio 3x21 (1990)
- Destini (Another World) - serial TV (1993)
- Quando si ama (Loving) - serial TV (1995)
- The City - serial TV, 5 puntate (1996)
- Timecop - serie TV, 8 episodi (1997-1998)
- Dawson's Creek - serie TV, episodio 1x01 (1998)
- Streghe (Charmed) - serie TV, 23 episodi (1998-1999)
- JAG - Avvocati in divisa (JAG) - serie TV, episodio 6x04 (2000)
- Sex and the City - serie TV, episodio 4x07 (2001)
- Law & Order - Unità vittime speciali (Law & Order: Special Victims Unit) - serie TV, episodio 3x03 (2001)
- Interlude, regia di Vera Wagman - cortometraggio (2001)
- Demon Town (Glory Days) - serie TV, episodio 1x09 (2002)
- Frasier - serie TV, episodio 9x23 (2002)
- General Hospital - serial TV, 506 puntate (2002-2007)
- The Division - serie TV, episodio 3x07 (2003)
- Prison Break - serie TV, 7 episodi (2008-2009)
- CSI: Miami - serie TV, episodio 8x15 (2010)
- Una vita da vivere (One Life to Live) - serial TV, puntata 10853 (2011)
- Beautiful (The Bold and the Beautiful) - soap opera (2021-in corso)

## Doppiatori Italiani
Nelle versioni in italiano delle opere in cui ha recitato, Ted King è stato doppiato da:
- Sergio Lucchetti in CSI: Miami, Hawaii Five-0
- Vittorio Guerrieri in Streghe
- Alberto Caneva in Sex and the City
- Edoardo Nordio in Prison Break
- Francesco Bulckaen in NCIS - Unità anticrimine
- Mario Cordova in NCIS: Los Angeles
- Alessio Cigliano in Beautiful
- Antonio Palumbo in Oppenheimer
- Enzo Avolio in Blue Bloods